# 혼다 다다미쓰
혼다 다다미쓰(일본어: 本多忠盈, 1732년 ~ 1767년)는 에도 시대 중기의 다이묘이다. 이와미 하마다번 제2대 번주. 혼다 가문 다다카쓰계 종가 제10대 당주이다. 시나노 마쓰시로번주 사나다 노부히로의 6남으로 태어났다. 하마다번 선대번주 혼다 다다히사가 사망한 해는 그의 장남 다다토시가 태어난 해이기도 하다. 다다토시의 나이가 어려서 다다미쓰는 다다히사의 양자로 입적하였다.
| 전임 혼다 다다히사 | 제2대 하마다번 번주 (혼다가) 1759년 ~ 1767년 | 후임 혼다 다다토시 |